# ブーガルー
ブーガルー（Boogaloo, Bugalu）は、1965年から1970年ごろにかけて主にニューヨークで流行したラテン音楽の一種。リズム・アンド・ブルース、ソウルなどの米国のブラック・ミュージックと、キューバ〜カリブ系のラテン音楽が混合されたサウンドが特徴である。

## 概要：楽器・歌詞・和音
ティンバレス、コンガ、ボンゴなどのパーカッションに、ピアノ、ベース、トランペットなどの管楽器、ボーカルと、マンボなど他のラテン音楽を踏襲している部分もあるが、エレキギターが入ることも多い。
歌詞は、一般的に英語で歌われるものが多い。ただし、スペイン語で歌われるものも少なくはない。楽曲は、2コードまたは3コードの繰り返しを多用した、明るいパーティーミュージック的なものが多い。その一方で、ヘヴィな味わいを持った作品も多い。また、シンガリンと呼ばれる一群のサウンドも、リズム・アンド・ブルースの影響が濃いラテンという意味において、実質的にブーガルーと同じ範疇でくくられることが多い。1960年代後半の当時は、オーディションでかき集められた10代の若年プレーヤーもいたようで、演奏は、必ずしも高度とは言えないものも存在した。

## 歴史
黒人はブルースやドゥーワップ、R&Bを聴いていた。一方ラテン系市民はマンボやチャチャチャ、ソントゥーモ:sontumoを聴いていた。やがてR&Bなどの黒人音楽とマンボなどのラテン音楽が融合する形でブーガルーが誕生した。ブーガルーの代表的なミュージシャンとしては、ピート・ロドリゲスやジョー・バターンらがいた。ブーガルーが、米国の英語による黒人音楽の影響をあまりにも強く受けていた音楽だったことへの反動と、公民権運動やブラック・ナショナリズムの影響により、70年代以降は、キューバ音楽の伝統に近いサルサが、カリブ〜ラテン民族としてのアイデンティティを打ち出す意味もあって、盛り上がって行ったとされている。この為、ブーガルー自体は「一過性の流行」「時代のあだ花」などと軽視される傾向があった。例えば、ティト・プエンテ（Tito Puente）などは、後年、メディアに対し「ブーガルーはひどかった」と、ブーガルーをあからさまに嫌悪する発言を残している。ただし、そうしたムーブメントの勢いの中から次世代を担うアーティストが誕生していることも事実である。ウィリー・コロン（Willie Colon）、ルベン・ブラデス（Ruben Blades）などサルサの大物ミュージシャンが、初期にブーガルーを演じていることはその証左といえよう。また、ブーガルーの持つ雑食的なわい雑さが1970年代ニューヨーク・サルサに受け継がれたことは事実であり、ブーガルーなしではその後のサルサはなかったと言うことができる。

## 21世紀の動向
クラブカルチャーによるブーガルー再評価の潮流の中で、さらに広い音楽的解釈のもと、70年代中盤のラテン・ファンクやラテン・ジャズ、黒人のファンクの一部までをもブーガルーとして捉える動きもあり編集盤が複数発表されている。また、それとは別の動きとして、アメリカでブーガルーが廃れた現在でも、南米コロンビアではサルサ的要素の強いブーガルーが演奏され続けられている。ピート・ロドリゲスの曲「アイ・ライク・イット・ライク・ザット」は映画のサントラ盤にも使用された。
欧州の若手クラブ・ミュージシャンによるブーガルー再評価の動きがあり、今後もブーガルーはその歴史的評価を増す可能性もある。

## 代表的なアーティストとアルバム
- ジョー・バターン「Subway Joe」 1968年
- ジョー・キューバ「My Man Speedy!」 1967年
- レブロン・ブラザーズ「Psychedelic Goes Latin」 1967年
- ピート・ロドリゲス「I Like It Like That」 1966年
- レイ・バレット「Acid」 1967年
- リチャード・レイ「Jala Jala Y Boogaloo」 1967年
- The Harvey Averne Dozen, Viva Soul! (Atlantic, 1968)
- Ray Barretto, Viva Watusi! (UA Latino, 1965)
- Joe Bataan, Gypsy Woman (Fania, 1967)
- ウィリー・ボボ, Uno, dos, tres (Verve, 1966)
- Johnny Colón, Boogaloo Blues (Fania, 1967)
- Willie Colón, El Malo (Fania, 1967)
- Joe Cuba Sextet, Bang! Bang! & Push, push, push  (Tico, 1967)
- El Gran Combo, Boogaloos (Gema, 1967)
- Ray Lugo & The Boogaloo Destroyers, ¡Que Chevere! (Freestyle, 2014) Second studio Album from internationally acclaimed New York City outfit.
- Joey Pastrana, Let's ball (Cotique, 1967)
- Pucho and His Latin Soul Brothers, The Best of Pucho and the Latin Soul Brothers (Ace, 1966–1970)
- Ricardo Ray, Se soltó (On the loose) (Tico, 1966)